# 料金別納
料金別納（りょうきんべつのう）は、郵便料金の支払い方法（サービス）のひとつ。

## 概要
同時に10通（個）以上の郵便物、荷物を差し出す際に利用できる支払い方法で、切手を貼り付けない。通常は、金額が印字された証紙を貼り付ける形となる。消印がされないため、郵便物からでは発送日が不明（料金納付時に発行される領収証書で確認できる）。ゆうパックやレタックス、EMSなどは、1通からでも料金別納とすることができる。
民営化に伴い、「料金別納郵便」という表示が郵便物に限られ、いわゆる荷物（ゆうパック・ゆうメール等）は「料金別納」という表示になっている。なお、ゆうパックで、集荷で切手払をしなかったケースとコンビニや取扱店で差し出したケースの場合は料金別納として扱われ(料金別納の印が押されることがある。かつてのCラベルには、切手貼付欄にあらかじめ料金別納の印型が表示されていた)、郵便局の窓口での現金払いでの差出の場合は、料金別納ではなく、金額分の証紙が貼り付けられる(ゆうゆう窓口設置局の一部など、貼付が省略される場合もある)。

## 歴史
1919年（大正8年）4月20日、100通以上の同一内容の郵便物を対象に「切手別納郵便」として取り扱いが開始された。開始当時は料金の納付は切手のみ受け付けており、1937年（昭和12年）から現金による納付が認められるようになった。

## 利用
郵便物は、郵便ポストに投函できず、郵便局へ持ち込む。事前に差出票に記載する必要がある。
切手を貼付しない代わりに、別納の表示が必要になる（表示形式は決まっている）。なお、一部を除くゆうパックラベルには、切手帖付欄にあらかじめ「料金別納」の印型があらかじめ印刷されている。このため、印字のないゆうパックラベルを利用して、料金別納の扱いの差出（集荷扱いないしはコンビニを含む取扱店での差出）となった場合は、受付局にて、「○○局/料金別納」の印が帖付欄にスタンプされる。
1991年（平成3年）4月26日から、「郵便物の外部に差出人の氏名および住所または居所をめいりょうに記載」した場合には、差出事業所名を省略できるようになった。この場合、郵便物から差出事業所名を確認するためには差出人の住所・氏名などから調べる必要がある。
料金は現金や電子マネー、料金分の切手、郵便料金計器の証紙で納付することができる。ただし郵便料金計器の証紙で納付する場合は、料金計器承認局又は他局・差出承認を受けている郵便局に限られる。

## 関連商品
郵政省払下げ箱
- 料金別納郵便の料金支払いのために提出された切手類を消印したものを廃棄後、一般の収集家向けに販売したもの。郵政省の外郭団体の郵便文化振興協会（旧：全日本郵便切手普及協会）が販売していた[3]。